# Daniel Nguyen
Daniel Nguyen (* 16. Oktober 1990 in Long Beach, Kalifornien) ist ein US-amerikanischer Tennisspieler.

## Karriere

### Collegetennis
Während seiner Zeit bei den USC Trojans der University of Southern California war Daniel Nguyen, der vietnamesische Wurzeln hat maßgeblich an vier aufeinanderfolgenden NCAA-Teammeisterschaften im College Tennis beteiligt (2009–2012). Besonders hervorzuheben ist, dass er in den Jahren 2010 und 2011 die entscheidenden Matches zum Titelgewinn bestritt, was ihm den Spitznamen „Mr. Clutch“ einbrachte. Im Jahr 2010 wurde er zudem als „Most Outstanding Player“ des NCAA-Turniers ausgezeichnet. In seiner College-Karriere erzielte er eine beeindruckende Einzelbilanz von 100 Siegen bei 28 Niederlagen sowie eine Doppelbilanz von 81 Siegen bei 34 Niederlagen.

### Profitour
Nguyen war hauptsächlich auf der drittklassigen  sowie der zweitklassigen ATP Challenger Tour unterwegs. Auf der ITF Future Tour gewann er 15 Einzel- sowie 5 Doppeltitel gewinnen. Seinen ersten Challenger-Titel gewann er in Winnipeg, als er den Doppelbewerb mit Mitchell Krueger gewann. 2017 feierte er in Binghamton mit Denis Kudla seinen zweiten Doppelerfolg. Nguyen feierte bereits 2009 seine Premiere bei einem Grand-Slam-Turnier, als er für die US Open eine Wildcard für das Doppelfeld erhielt. Die Wildcard erhielt er, da er die U18-USTA-Juniorenmeisterschaften im Doppel gewonnen hatte. Zum Auftakt unterlag er mit J. T. Sundling dem argentinischen Duo Máximo González und Juan Mónaco in drei Sätzen. 2016 erhielt er erneut eine Wildcard für das Doppel der US Open. Diesmal unterlag er mit Noah Rubin der Paarung Daniel Evans und Nick Kyrgios in zwei Sätzen.
2019 nahm er die vietnamesische Staatsbürgerschaft an und spielte einige Turniere unter dieser Flagge. Bei den Südostasienspielen in Manila gewann er im Herreneinzel die Silbermedaille. Im Finale unterlag er seinem Landsmann Lý Hoàng Nam in zwei Sätzen. Im November 2019 spielte er sein letztes Profiturnier.

## Erfolge
| Legende (Anzahl der Siege)  |
| Grand Slam                  |
| ATP World Tour Finals       |
| ATP World Tour Masters 1000 |
| ATP World Tour 500          |
| ATP World Tour 250          |
| ATP Challenger Tour (2)     |

### Doppel

#### Turniersiege
| Nr. | Datum         | Turnier    | Belag     | Partner          | Finalgegner                      | Ergebnis  |
| --- | ------------- | ---------- | --------- | ---------------- | -------------------------------- | --------- |
| 1.  | 16. Juli 2016 | Winnipeg   | Hartplatz | Mitchell Krueger | Jarryd Chaplin Benjamin Mitchell | 6:2, 7:5  |
| 2.  | 30. Juli 2017 | Binghamton | Hartplatz | Denis Kudla      | Jarryd Chaplin Luke Saville      | 6:3, 7:65 |